# Rio Preto da Eva
Rio Preto da Eva est une municipalité brésilienne de l'État d'Amazonas .